# 住吉 (福岡市)
住吉（すみよし）は、福岡市博多区の地名で中洲の南側に位置する。現行の行政地名は住吉一丁目から五丁目まで。面積は54.86ヘクタール。2023年2月末現在の人口は8,876人。郵便番号は812-0018。

## 地理
博多川・那珂川の右岸に位置し、旧住吉町の北半部に相当する。東側は祇園町・博多駅前である。地区内を東西に住吉通りが貫く。北は国道202号（国体道路）に僅かに接する。東はこくてつ通りに接している。
住吉のうち、一丁目は商業地でありキャナルシティ博多がある。それ以外の地域は商業地または住宅地であり集合住宅が多い。地区内のほぼ中央である三丁目には住吉神社がある。
住吉通りの南側には住吉小学校があった。住吉中学校は南区清水町に存在し、住吉校区とは最大2.4kmも離れ、校区内全域で那珂川を渡って通学していた。これらは、2015年（平成27年）に合併し旧美野島小学校跡地に移転、住吉小中学校となったため、問題は解消した。しかし、同様の問題は今もなお春吉中学校に見られる。
また隣接する中央区春吉などと合わせてゲイバーなどが多く集まるゲイ・タウンとしての顔もある。

### 河川
住吉の西側に次の河川が横断している。
- 那珂川（二級河川）
- 博多川

## 学校・施設・神社・仏閣等
- 精華女子高等学校
- どろんこ保育園
- 博腎会病院
- 住吉神社
- 東林寺

施設の写真
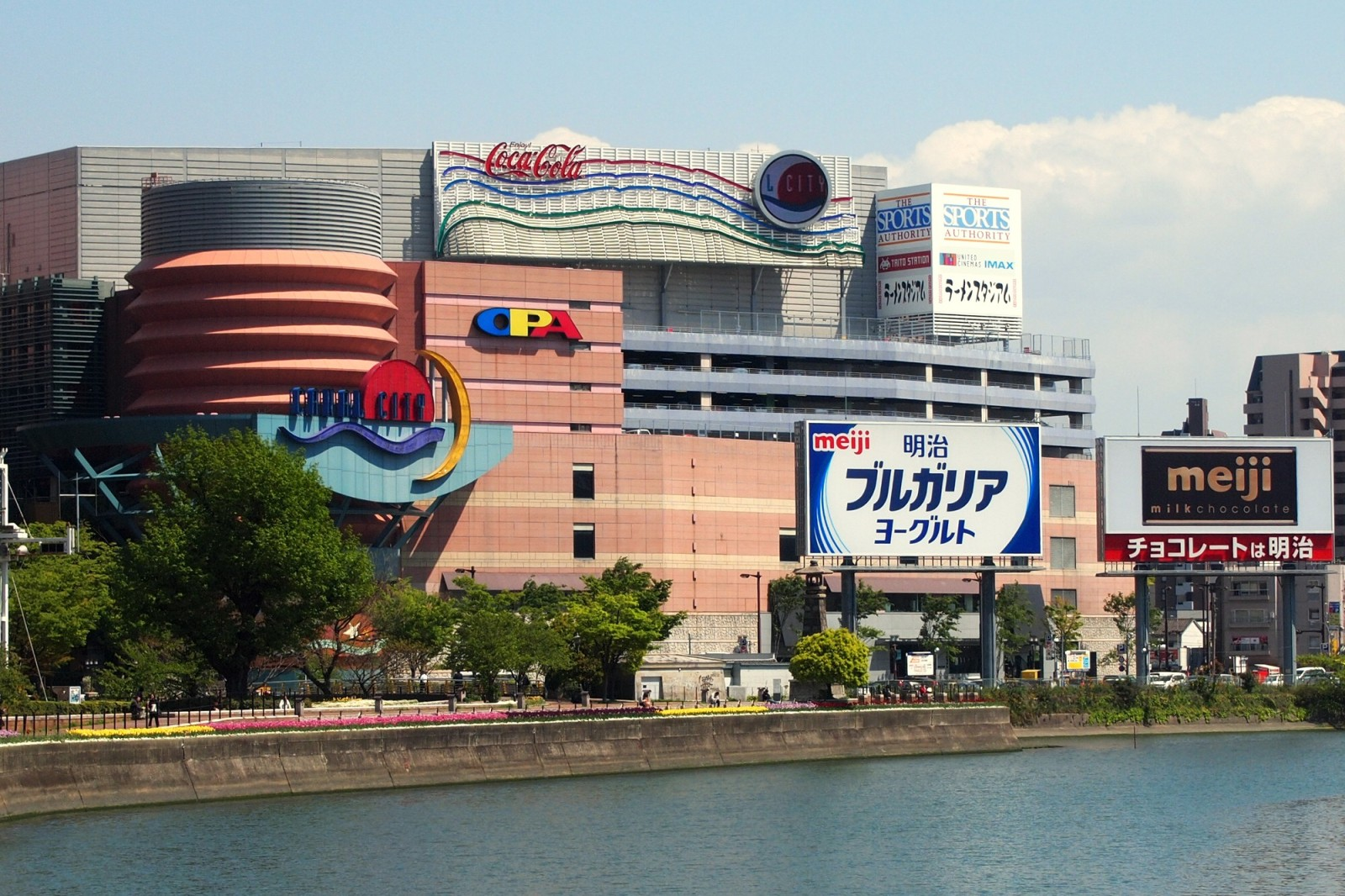
キャナルシティ博多
- 福岡市下水道局向島ポンプ場
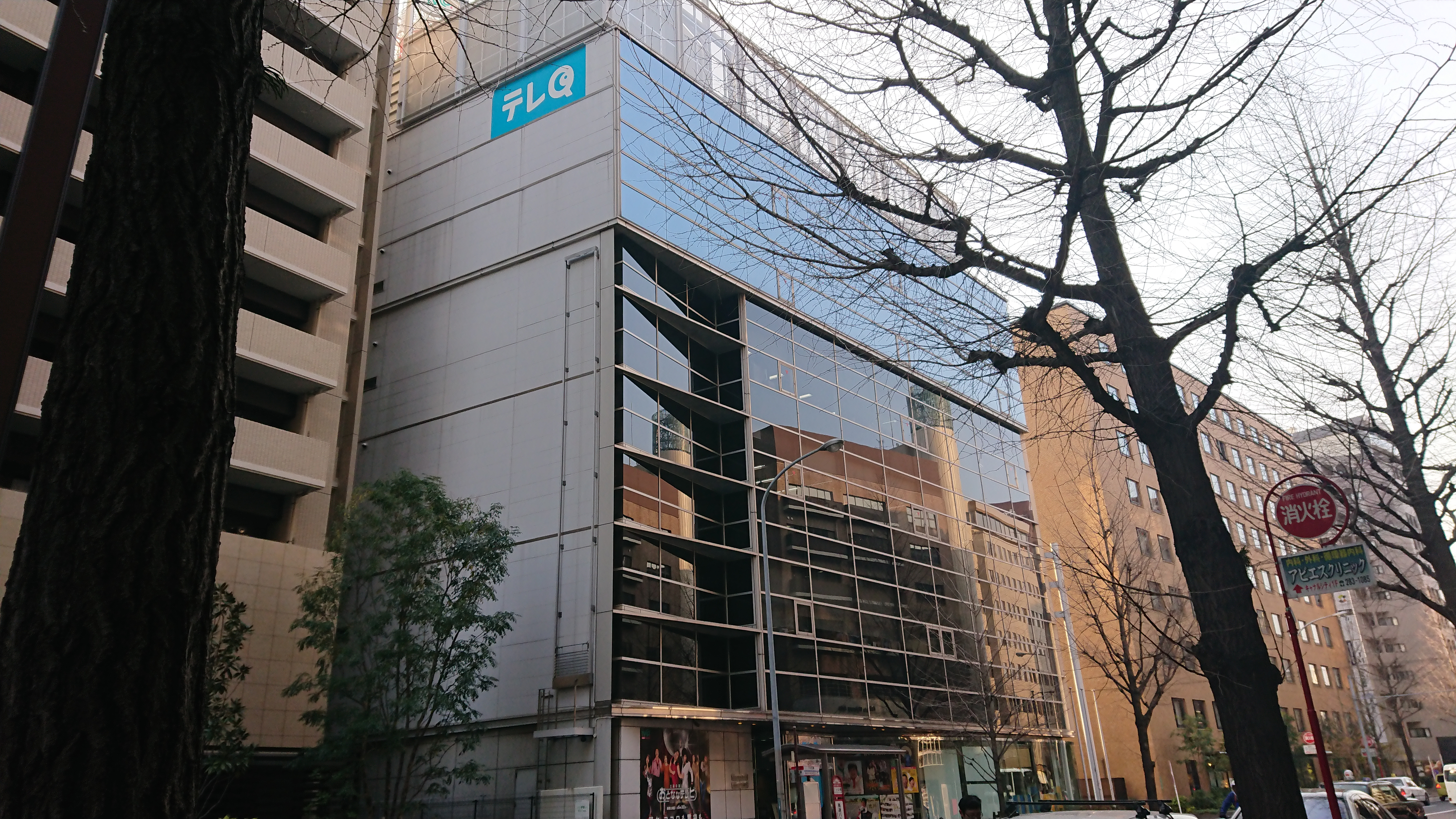
TVQ九州放送
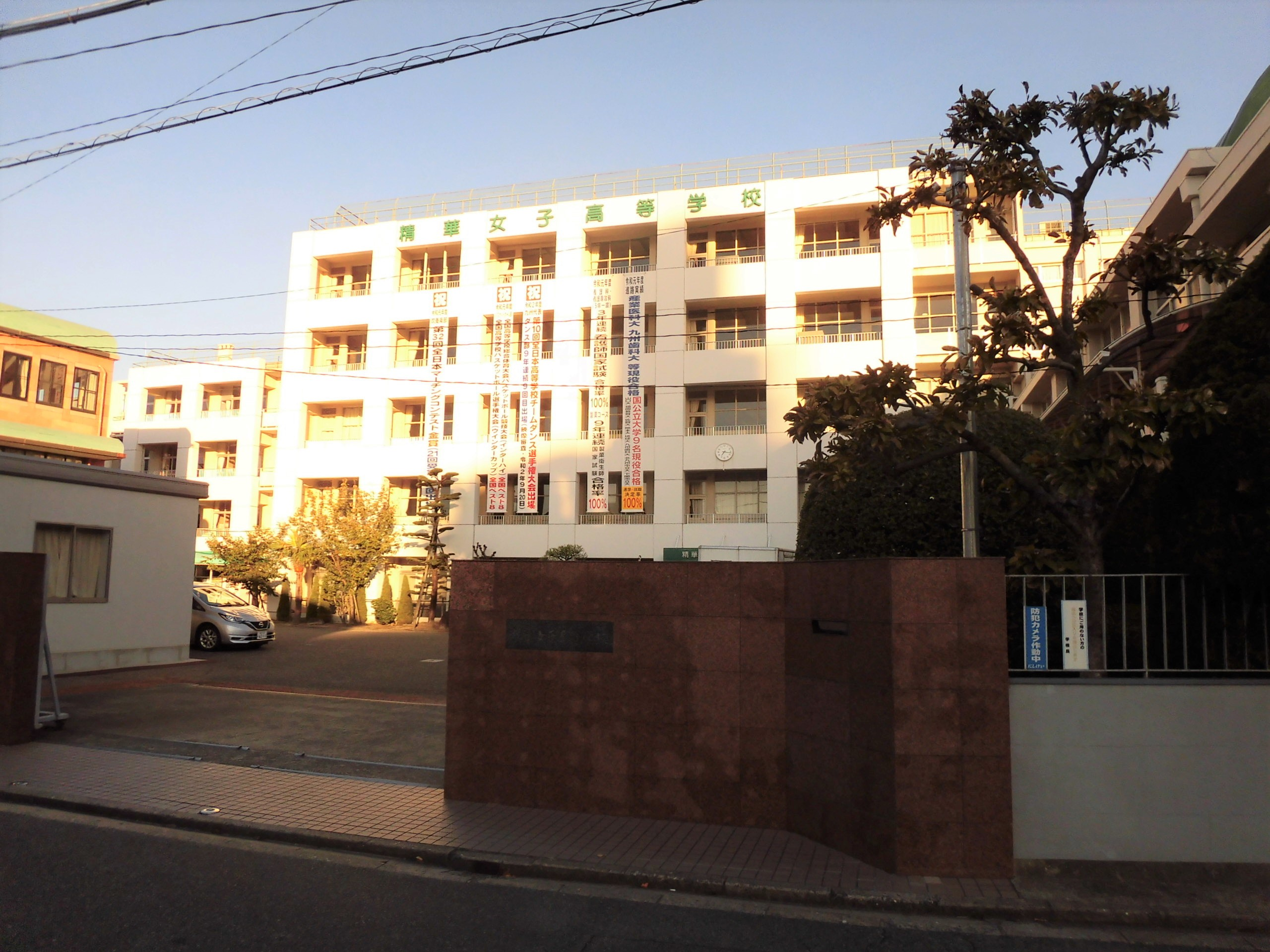
精華女子高等学校
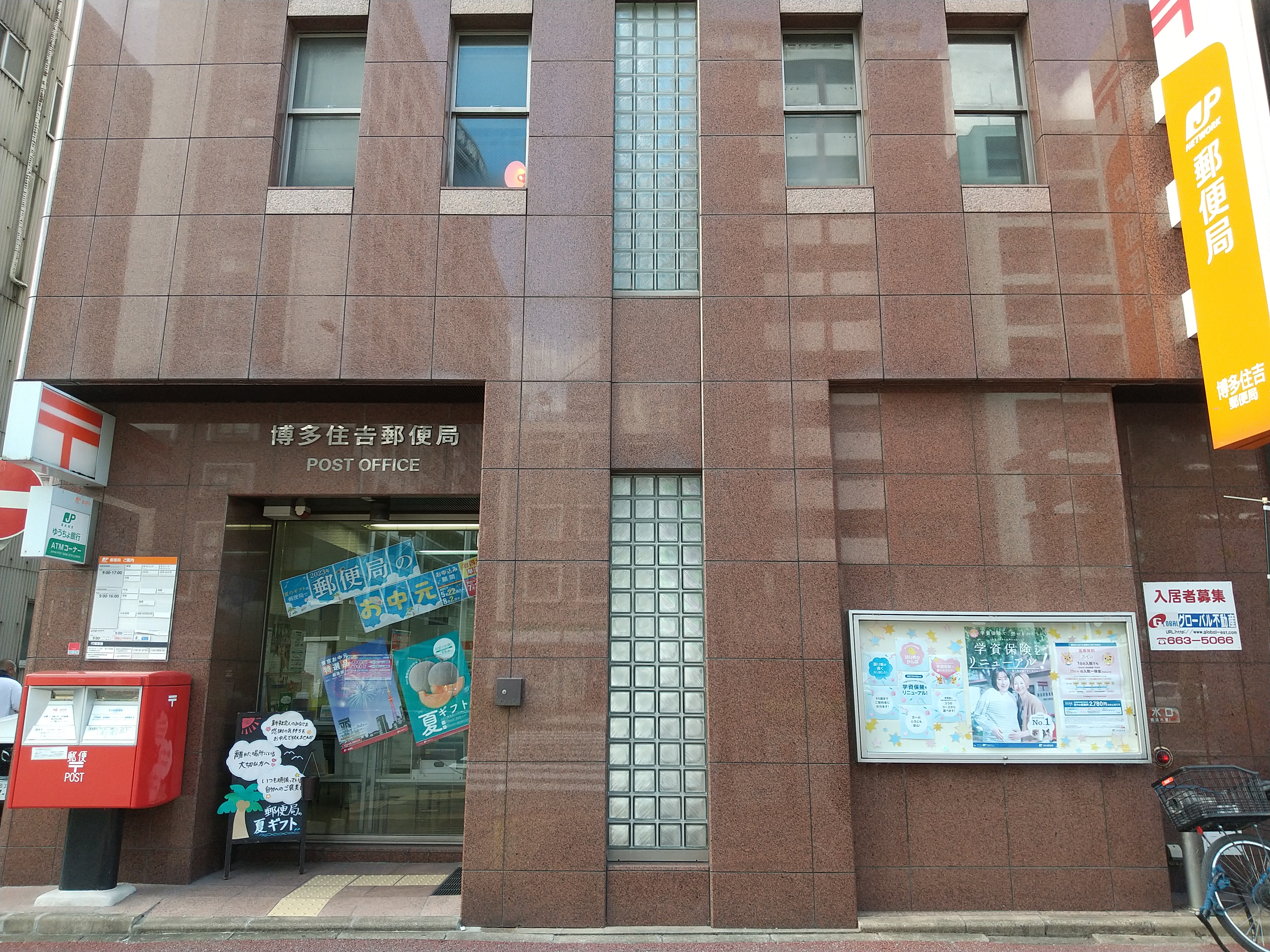
博多住吉郵便局[注釈 1]

- 施設の写真
- キャナルシティ博多
- TVQ九州放送本社
- 精華女子高等学校
- 博多住吉郵便局

## 歴史
かつては那珂郡住吉村の一部であった
1889年（明治22年）に春吉村と合併して住吉村大字住吉となる。1922年（大正11年）に住吉町が福岡市に編入され、住吉も福岡市の一部となる。戦後の1962年（昭和37年）以降の町名町界整理により一部が「渡辺通り」や「清川」等に分割され、1969年（昭和44年）に残ったエリアは住吉及び美野島となった。

### 町域の変遷
| 実施後                   | 実施年             | 実施前         |
| ------------------------ | ------------------ | -------------- |
| 住吉一丁目から住吉五丁目 | 1969年（昭和44年） | 大字住吉の一部 |
| 住吉一丁目から住吉五丁目 | 1969年（昭和44年） | 大字春吉の一部 |

## 人口
住吉一丁目から五丁目までを合わせた人口の推移を福岡市の住民基本台帳（公称町別）に基づき示す（単位：人）。集計時点は各年9月末現在である。
- 2001年（平成13年）：5,333
- 2002年（平成14年）：5,528
- 2003年（平成15年）：5,705
- 2004年（平成16年）：6,094
- 2005年（平成17年）：6,334
- 2006年（平成18年）：6,572
- 2007年（平成19年）：6,924
- 2008年（平成20年）：7,007
- 2009年（平成21年）：7,148
- 2010年（平成22年）：7,331
- 2011年（平成23年）：7,596
- 2012年（平成24年）：7,742
- 2013年（平成25年）：7,805
- 2014年（平成26年）：7,852
- 2015年（平成27年）：8,136
- 2016年（平成28年）：8,213
- 2017年（平成29年）：8,623
- 2018年（平成30年）：8,604
- 2019年（令和元年）：8,758
- 2020年（令和2年）：8,845
- 2021年（令和3年）：8,870
- 2022年（令和4年）：8,938

## 交通
交通に関しては、北端に地下鉄が通っており、また町外ではあるが周辺に複数の路線や駅があり、利便性が高い。

### 鉄道
地下鉄については、福岡市交通局が運営する福岡市地下鉄七隈線及び福岡市地下鉄空港線が近くを通っており、次の駅がある。
- 七隈線：櫛田神社前駅、渡辺通駅、天神南駅
- 空港線：中洲川端駅、博多駅

九州旅客鉄道（JR九州）が運営する路線（在来線、新幹線）については、次の駅が近い。
- 博多駅

### 道路
主な幹線道路は次の通り。

#### 国道
- 国道202号（福岡市道路愛称：国体道路）

#### 県道
- 福岡県道553号東光寺竹下春吉線

#### 市道
- 堅粕西新1号線（国道202号と重複、福岡市道路愛称：国体道路）
- 博多駅草ヶ江線（福岡市道路愛称：住吉通り）
- 御供所井尻3号線（道路愛称：「こくてつ通り」[注釈 2]）
- 住吉春吉線
- 住吉線

市道の写真
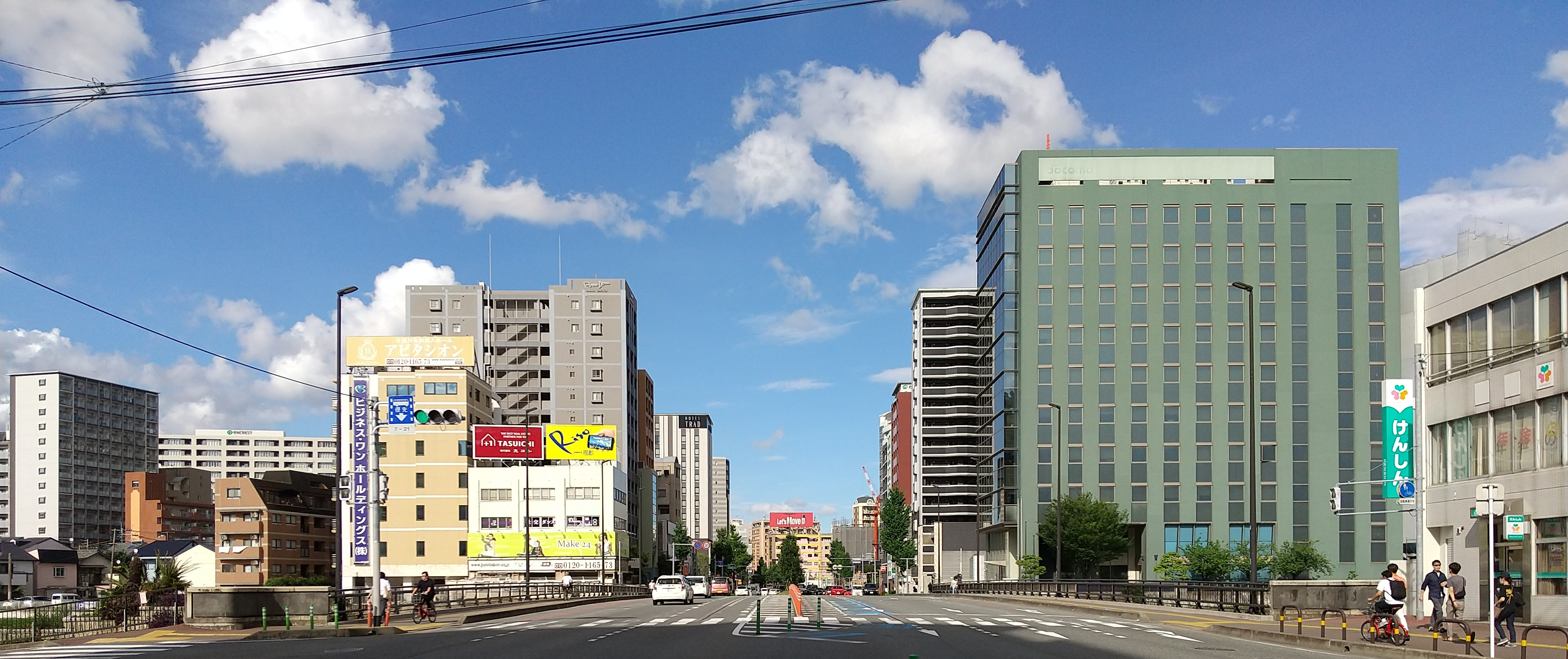
住吉通り、柳橋より東北東の眺望

### バス
バスについては、西日本鉄道株式会社が運営する西鉄バスが運行しており、次の停留所がある
。
- 国体道路沿い：キャナルシティ博多前（町外）
- 住吉通り沿い：住吉
- こくてつ通り沿い：テレQ前、住吉四丁目